# World66
Das Webprojekt World66 war ein Online-Reiseführer.
Das niederländische Internetforum basierte (wie Wikipedia) auf Freien Inhalten, war aber inhaltlich auf Reise und Tourismus beschränkt. Alle Einträge waren in englischer Sprache und konnten von Nutzern verfasst oder geändert werden. Aufbau und Struktur waren dem bekannten Lonely Planet sehr ähnlich.
Die Seite wurde im Jahre 1999 als osinga.com von den Brüdern Richard und Douwe Osinga sowie Michael Manikowski gegründet, wurde aber kurz darauf in World66 umbenannt. In dieser Phase war World66.com ein Vorreiter des Freie Inhalte-Prinzips. Ganz zu Beginn konnte man nach einer Anmeldung mit einer beliebigen E-Mail-Adresse frei den sichtbaren Inhalt ändern und neue Strukturen (Länder, Städte usw.) anlegen. Um Missbrauch zu verhindern, wurde dann ein Editorensystem ins Leben gerufen, in dem jeweils ein Editor zuständig für bestimmte Regionen war und Contenteditierungen überwachte. Sehr früh hat World66 erste mobile Reiseführer für Palm OS und Mobile Windows herausgegeben und im selben Jahr (2000) bereits die Möglichkeit geschaffen, Content von mobilen Computern aus zu bearbeiten (zum Beispiel mit einem Palm). Auch die Nutzung von GPS-Lokalisierung und Anzeige von Umgebungsdaten sowie die Integration von GPS-codiertem Kartenmaterial waren Ideen aus der World66-Schmiede (ohne den Anspruch zu erheben, der Erfinder dieser Möglichkeiten gewesen zu sein). Wie sich zeigte, hinkte die Entwicklung der Hardware diesen Ideen noch eine Weile hinterher, ist heute mit der weiten Verbreitung der Smartphones jedoch zu einer Selbstverständlichkeit geworden.
World66 verzeichnete mehr als 140.000 Einträge zu über 79.000 Urlaubsorten, Hotels u. ä.
Am 20. April 2006 wurde der Verkauf der Domain world66.com, zusammen mit wikitravel, an das Unternehmen Internet Brands bekannt gegeben.
Die Webseite ist seit Juni 2018 nicht mehr erreichbar und auch nicht mehr auf der Website von Internet Brands verzeichnet.